# Peña Rubia
Peña Rubia är en bergstopp i Spanien.   Den ligger i provinsen Provincia de Cuenca och regionen Kastilien-La Mancha, i den centrala delen av landet, 200 km öster om huvudstaden Madrid. Toppen på Peña Rubia är 1 178 meter över havet.
Terrängen runt Peña Rubia är kuperad åt nordväst, men åt sydost är den platt. Runt Peña Rubia är det mycket glesbefolkat, med 5 invånare per kvadratkilometer. Närmaste större samhälle är Landete, 12,5 km nordost om Peña Rubia. 